# Кендлтон (Тексас)
Кендлтон (енгл. Kendleton) град је у америчкој савезној држави Тексас. По попису становништва из 2010. у њему је живело 380 становника.

## Демографија
Према попису становништва из 2010. у граду је живело 380 становника, што је 86 (18,5%) становника мање него 2000. године.
| Група             | 2000.       | 2010.       |
| Белци             | 26 (5,6%)   | 15 (3,9%)   |
| Афроамериканци    | 368 (79,0%) | 316 (83,2%) |
| Азијати           | 0 (0,0%)    | 0 (0,0%)    |
| Хиспаноамериканци | 71 (15,2%)  | 46 (12,1%)  |
| Укупно            | 466         | 380         |